# Kirchenruine Wachau

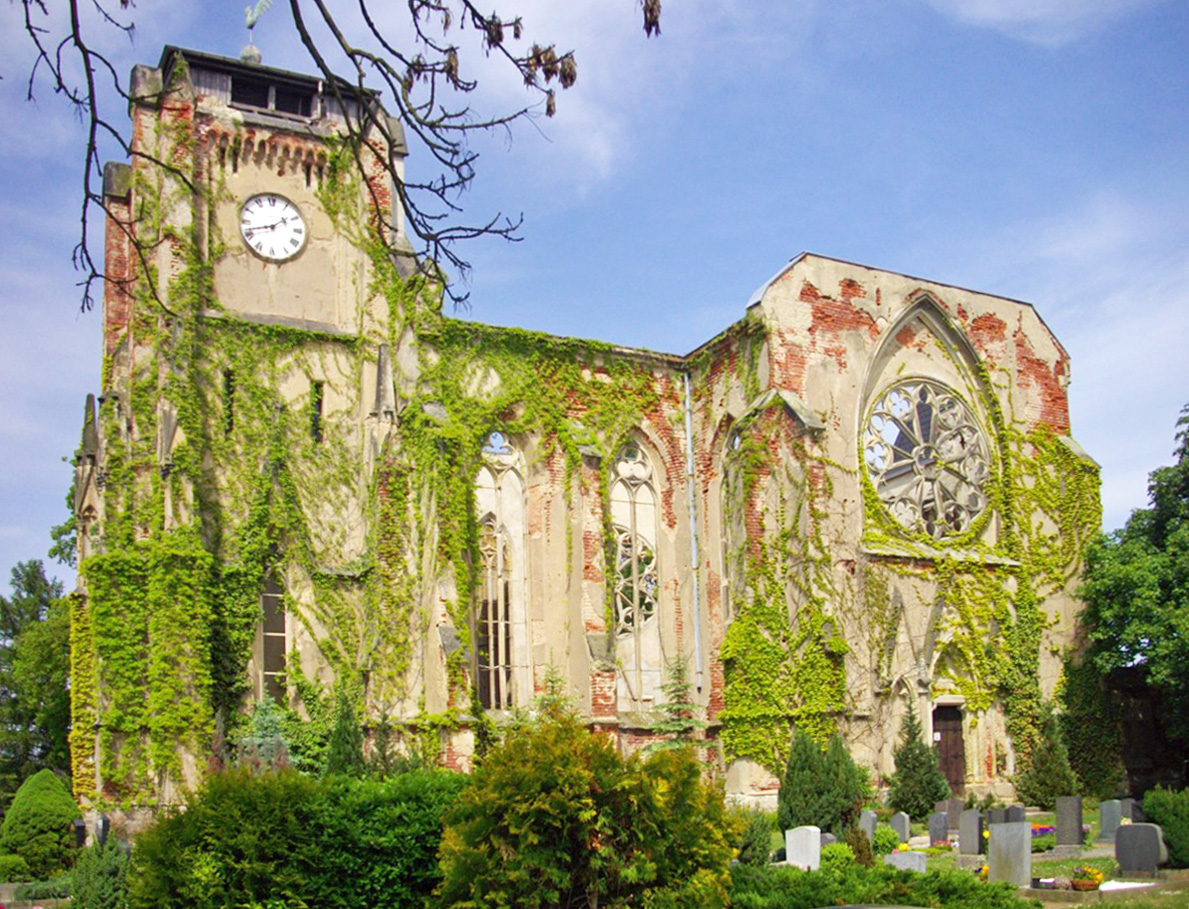
Kirchenruine Wachau (2009)

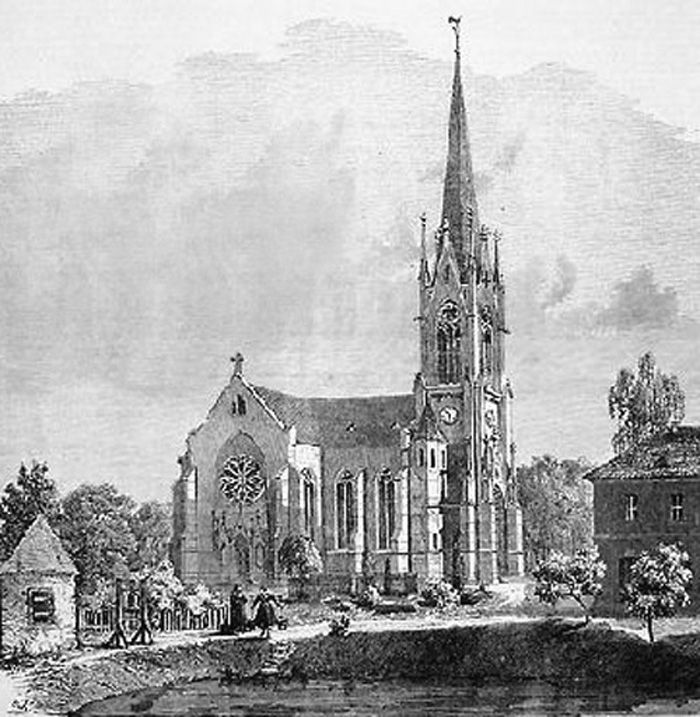
Kirche Wachau (1867)

Die Kirchenruine Wachau ist die baulich gesicherte Ruine einer 1866–1867 errichteten und im Zweiten Weltkrieg stark beschädigten neogotischen evangelischen Kirche im Ortsteil Wachau der Großen Kreisstadt Markkleeberg im Landkreis Leipzig in Sachsen. Sie gehört zur Evangelisch-Lutherischen Kirchgemeinde Probstheida-Störmthal-Wachau und steht unter Denkmalschutz.

## Geschichte
Eine Kirche in Wachau wurde erstmals 1393 erwähnt. Sie unterstand bis ins 16. Jahrhundert dem Kloster Buch. Dann wurde sie Filialkirche von Cröbern und blieb dies auch, als der nach Schäden während der Völkerschlacht bei Leipzig notdürftig wieder hergerichtete Bau von 1865 bis 1867 durch eine neue prachtvolle Kirche ersetzt wurde.
Der Architekt dieser Kirche war Constantin Lipsius, der spätere Erbauer der Leipziger Peterskirche. Auf kreuzförmigem Grundriss errichtete er eine Kirche im neogotischen Stil mit einem Chor mit Fünfachtelschluss. Der Turm hatte die für eine Dorfkirche ungewöhnliche Höhe von 65 Metern, und die Kirche galt als eine der schönsten Kirchen im Leipziger Umland. Die drei Glocken kamen von der Leipziger Gießerei Jauck und die Orgel von Urban Kreuzbach in Borna.
Im Zweiten Weltkrieg war nördlich von Wachau eine Flakbatterie stationiert und das Dorf dadurch bombengefährdet. Am 4. Dezember 1943 explodierte eine britische Luftmine in der Nähe der Kirche, und die Druckwelle riss Löcher in das Kirchendach. Am 27. Februar 1945 trafen US-amerikanische Brandbomben den Turm und die Sakristei. Wegen des Nachkriegsmangels und der Haltung der DDR gegenüber der Kirche war an eine ausreichende Reparatur der Kriegsschäden nicht zu denken, und die Kirche verfiel langsam, wurde aber bis zu Beginn der 1960er Jahre notdürftig genutzt.
Im Juli 1974 schlug ein Blitz in den Turm ein, ohne jedoch wesentliche Schäden anzurichten. Daraufhin wurde der Turm im April des folgenden Jahres wegen Einsturzgefahr bis auf die Hälfte abgetragen und der Turmstumpf mit einem Notdach abgedeckt. Die Trümmer des Turms wurden dabei auf das Gewölbe des Kirchenschiffs geschüttet, das unter der Last schließlich einbrach und das Gebäude endgültig zur Ruine machte.
1989 wurde die Ruine unter Denkmalschutz gestellt. Nachdem 1993 das Kirchenschiff vom Schutt beräumt war, wurde die Ruine bis 1996 bautechnisch gesichert, sodass sie für einen Sommerbetrieb nutzbar wurde. Am 11. Mai 1997 wurde mit einem Gottesdienst die Kirchenruine Wachau eingeweiht. Seitdem finden im Sommer neben Gottesdiensten, Trauungen und Taufen Konzerte verschiedener Art statt.

## Beschreibung

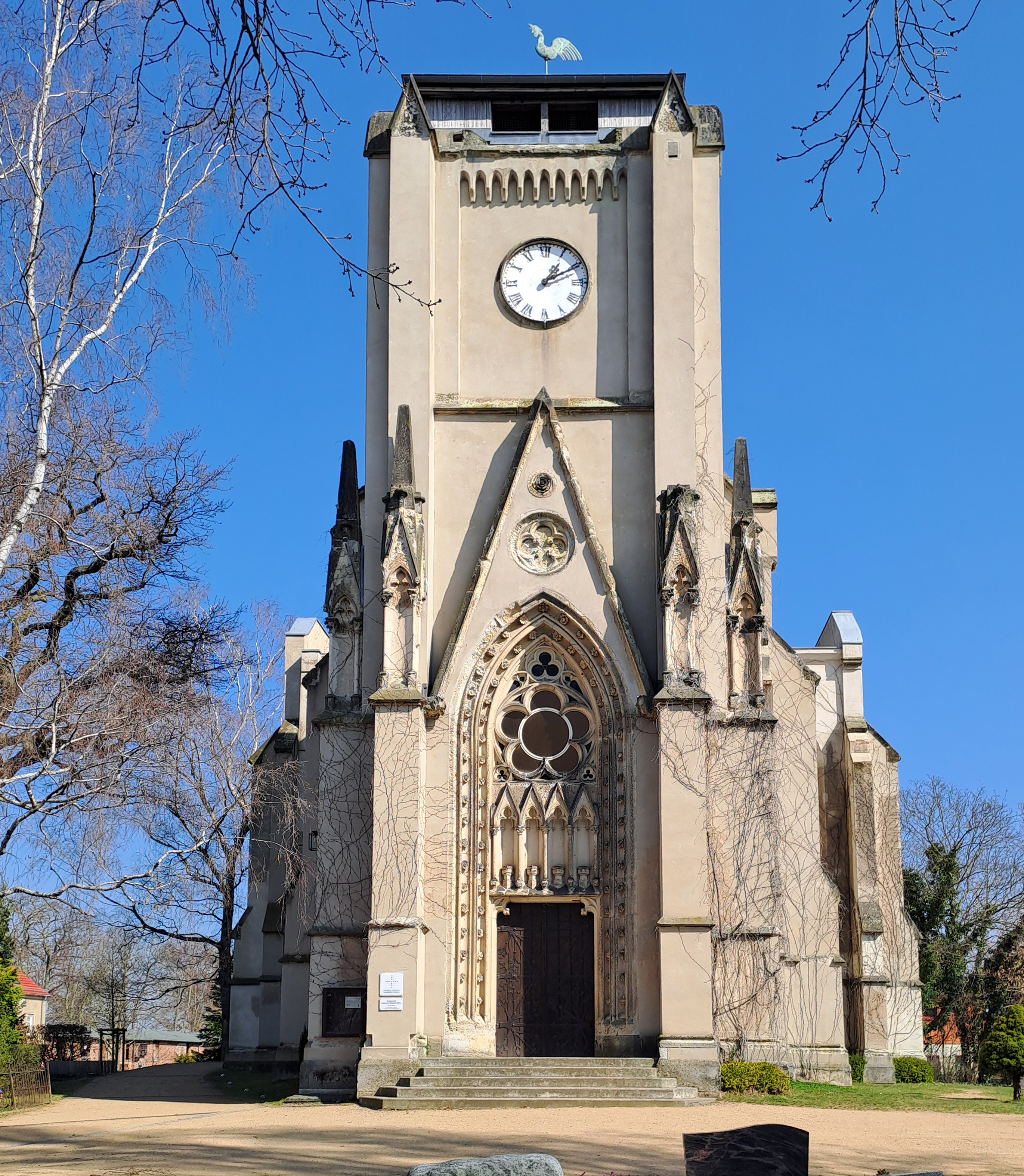
Westportal (2025)
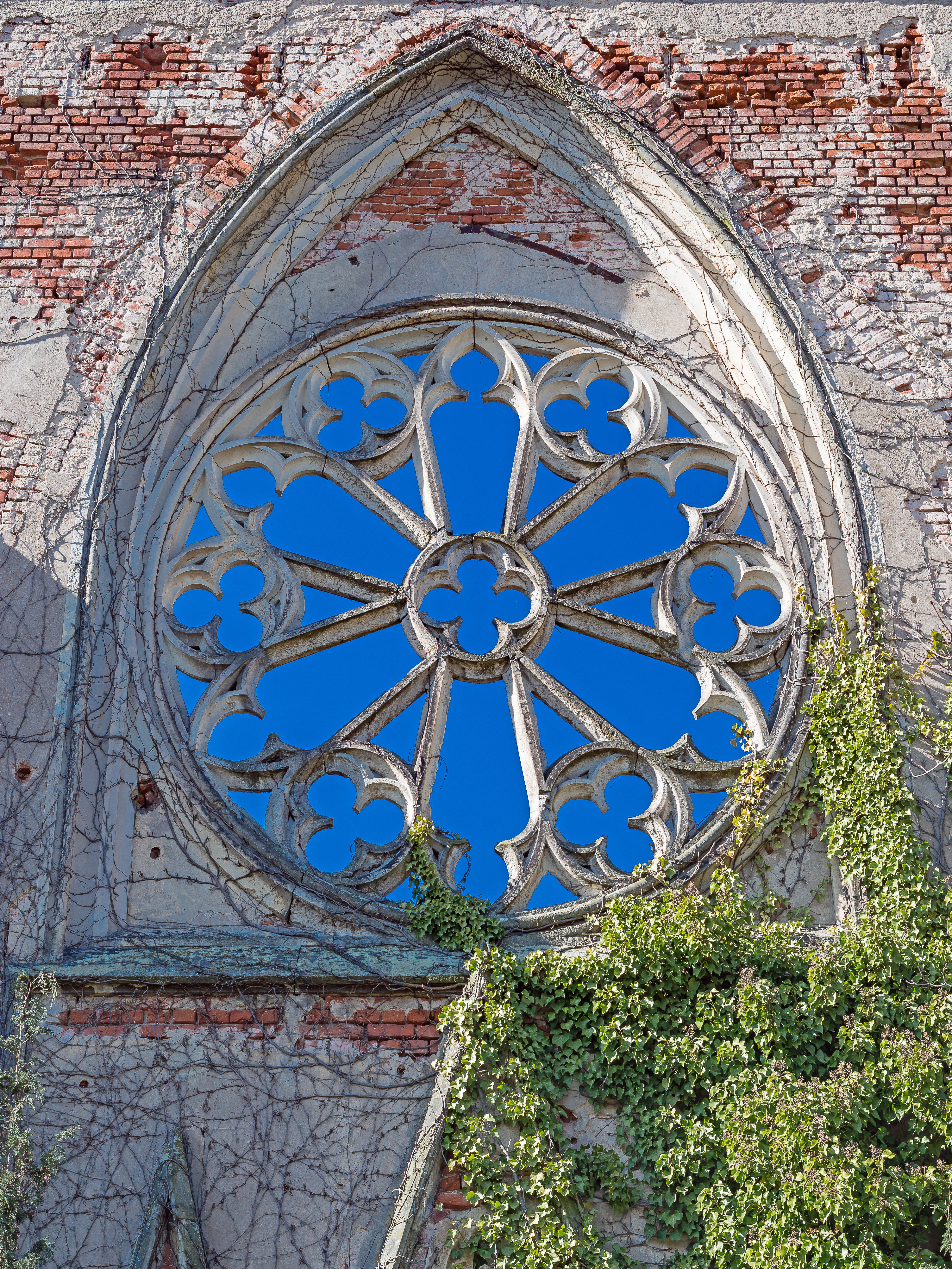
Maßwerkrosette (2018)

Von der ehemaligen Kirche auf dem örtlichen Friedhof stehen alle Außenwände mit ihren doppelt getreppten Strebepfeilern. Das Kirchenschiff ist nach oben offen, der Boden mit Platten belegt. Die Apsis mit einem einfachen Altar ist überdacht. Einzelne Architekturelemente erinnern an die ehemalige Pracht und schaffen eine besondere Atmosphäre, so das Portal an der Westseite, die hohen gotischen Fensteröffnungen, teilweise noch mit Maßwerk, und die beiden großen Maßwerkrosetten des Querschiffs.
Das Werk der Turmuhr aus der Werkstatt Zachariä und die kleine Glocke von 1465 aus der Vorgängerkirche haben alle Unbilden überstanden.
|  |  |

## Varia

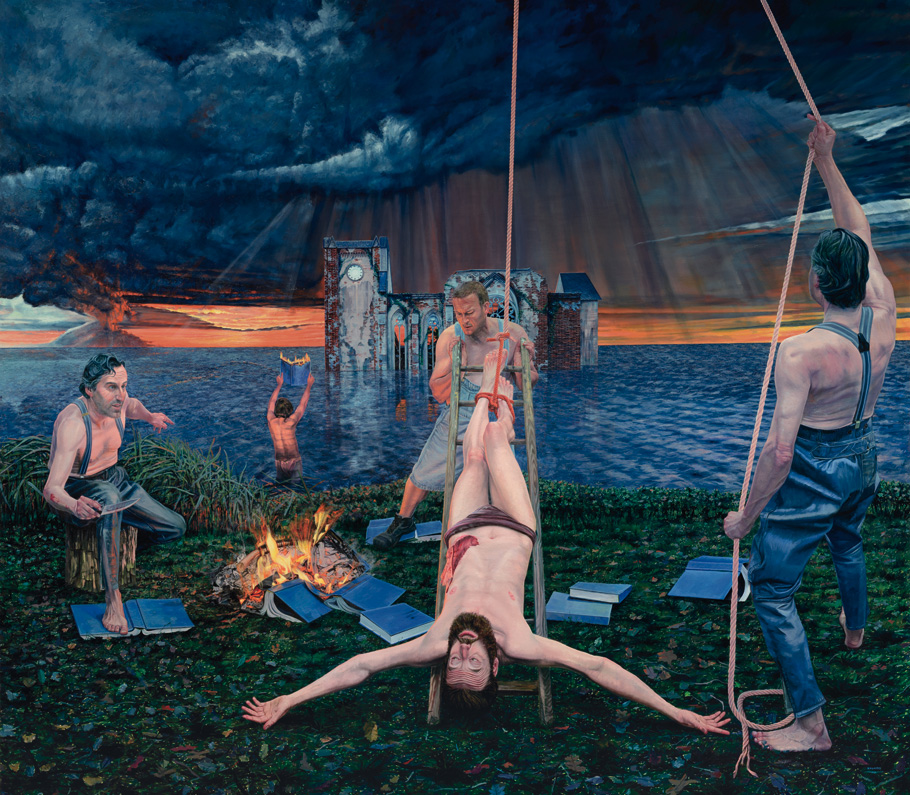
Das Martyrium des hl. Bartholomäus oder das doppelte Martyrium

Der Maler Aris Kalaizis nutzt in seinem Bild Das Martyrium des hl. Bartholomäus oder das doppelte Martyrium die Kirchenruine Wachau symbolisch als einen kaum erreichbaren nur mehr verwaisten Ort, wobei ein Mann mit einem brennenden Buch auf dem Weg dorthin versucht, „das, was Menschen durch kulturelle Überlieferung einst verbunden hatte, abermals mit Leben zu füllen“.